# Gardez (Afghanistan)
Gardez bzw. Gardiz (persisch گردیز, DMG Gardīz, paschtunisch ګردېز) ist die Hauptstadt der Provinz Paktia im Osten Afghanistans und hatte 2022 etwa 29.680 Einwohner. Der Ort ist von strategischer Bedeutung, da er Kabul einerseits über den Peiwar-Pass mit Pakistan und andererseits über den Khost-Gardez-Pass mit der Provinz Chost verbindet. Kabul ist 60 km entfernt und auf der Straße nach Kabul befindet sich ein Abzweig nach Ghazni.
Ferner befindet sich unweit der Stadt die Region von Tora Bora, in der die Schlacht um Tora Bora stattfand. Gardez liegt auf etwa 2300 m über Meereshöhe und durch den Ort fließt der Fluss Rūd-e Gardēz (Gardēz-River).
Die Stadt wird von Tadschiken und Paschtunen bevölkert.
Die Bundesrepublik Deutschland startete im Jahr 1965 in Gardez ein Entwicklungsprojekt im Volumen von 2,5 Millionen DM, das durch die Übernahme der Macht durch die kommunistische Regierung im Jahr 1979 beendet wurde. Im Rahmen dieses Projekts wurde die Straße nach Kabul asphaltiert und es wurden drei Schulen für Jungen, eine Schule für Mädchen, ein Krankenhaus, eine Ausbildungsstätte für Lehrer, zwei Hotels und eine Moschee gebaut. Die meisten Gebäude wurden in dem Bürgerkrieg in den 1980er Jahren zerstört.
Nach dem Fall der Taliban wurde eine Provinzialregierung im März 2003 installiert, die von der US Army eingeführt wurde. Die United States Agency for International Development (USAID) führte eine elektrische Versorgung, medizinische Versorgung, schulische Einrichtungen und Wasserversorgung in der Stadt und Region ein.
Der Flugplatz Gardez liegt im Norden der Stadt.
Mitte August 2021 nahmen die Taliban bei ihrer landesweite Offensive auch Gardez ein.